# Михновка (Гомельская область)
Михновка (бел. Міхнаўка) — деревня в Угловском сельсовете Брагинского района Гомельской области Белоруссии.

## География

### Расположение
В 12 км на север от Брагина, 35 км от железнодорожной станции Хойники (на ветке Василевичи — Хойники от линии Калинковичи — Гомель), 120 км от Гомеля.

### Гидрография
На севере канал Большой.

## Транспортная сеть
Транспортные связи по просёлочной, затем автомобильной дороге Брагин — Хойники.
Планировка состоит из прямолинейной улицы, ориентированной с юго-востока на северо-запад и застроенной деревянными домами усадебного типа.

## История
Известна с XIX века как деревня в Брагинской волости Речицкого повета Минской губернии. Согласно переписи 1897 года работала ветряная мельница.
В 1931 году организован колхоз «Михновка», работали артель торфоразработок (с 1931 года), конная круподробилка (с 1914 года), ветряная мельница (с 1914 года), кузница. В 1959 году в составе колхоза «Парижская коммуна» (центр — деревня Шкураты).
Поблизости есть железорудные и торфяные месторождения.

## Население

### Численность
- 2004 год — 24 хозяйства, 37 жителей.

### Динамика
- 1850 год — 11 дворов.
- 1897 год — 23 двора, 186 жителей (согласно переписи).
- 1908 год — 25 дворов, 232 жителя.
- 1959 год — 229 жителей (согласно переписи).
- 2004 год — 24 хозяйства, 37 жителей.